# Karrharder Friesisch
Das Karrharder Friesisch ist ein nordfriesischer Dialekt, der in den Gemeinden Stedesand und Enge-Sande (Ding-Sönj) der Karrharde gesprochen wird. Der Dialekt der Karrharde gehört zu den Festlandsmundarten des Nordfriesischen und ist vom Aussterben bedroht. In der Karrharde wird daneben auch noch Niederdeutsch und Sønderjysk (ein dänischer Dialekt) gesprochen. 